# Streževoj
Streževoj è una città della Russia, situata nella Siberia occidentale (oblast' di Tomsk).
Sorge nella parte nordoccidentale della oblast', nel bassopiano siberiano occidentale, circa 930 chilometri a nordovest del capoluogo regionale Tomsk e una settantina di chilometri a sudest di Nižnevartovsk. La città sorge su un braccio laterale del fiume Ob', a pochi chilometri di distanza dal corso principale.